# Joseph Charles Bambera

Bischofswappen von Joseph Bambera

Joseph Charles Bambera (* 21. März 1956 in Carbondale) ist Bischof von Scranton. 

## Leben
Der Altbischof von Scranton, Joseph Carroll McCormick, weihte ihn am 14. Mai 1983 zum Diakon und der Bischof von Scranton, John Joseph O’Connor, weihte ihn am 5. November 1983 zum Priester.
Papst Benedikt XVI. ernannte ihn am 23. Februar 2010 zum Bischof von Scranton. Die Bischofsweihe spendete ihm der Erzbischof von Philadelphia, Justin Francis Kardinal Rigali, am 26. April desselben Jahres; Mitkonsekratoren waren James Clifford Timlin, Altbischof von Scranton, und John Martin Dougherty, emeritierter Weihbischof in Scranton.